# Marcel Gaudette
Pour les articles homonymes, voir Gaudette.
Marcel Gaudette (né le 26 janvier 1939) est un journaliste québécois qui s'est surtout illustré dans la couverture d'événements sportifs, tels le Canadien, les Expos et les Alouettes de Montréal, les Jeux olympiques de Montréal, de Sarajevo, de Los Angeles et de Calgary. 
Il est également l'auteur du livre Le troisième retrait aux Éditions de l'Homme, écrit conjointement avec l'ancien lanceur des Expos Claude Raymond. Gaudette a aussi participé à la rédaction du rapport officiel des Jeux de la XXIe Olympiade et il est l'auteur des capsules sur les anciens joueurs du Canadien au Temple de la renommée du Centre Bell.

## Biographie
Il a amorcé sa carrière en 1958 à l'Office national du film, a été de l'ouverture de la salle des nouvelles de Télé-Métropole (réseau TVA), rédacteur sportif à la Société Radio-Canada, journaliste à la Presse canadienne, au Nouveau-Journal, au Petit-Journal  à Montréal-Matin et au Journal de Montréal où il a d'abord œuvré à la section sportive avec Jacques Beauchamp qu'il a suivi du Montréal-Matin en juin 1969. Il a par la suite été chef de pupitre, secrétaire de rédaction en plus de collaborer aux cahiers thématiques.
Gaudette a été journaliste pour l'émission L'Heure des Quilles à Radio-Canada, auprès de Yvon Blais et Michel Normandin, et analyste à l'émission Télé-Quilles à Télé-Métropole, succédant à l'as quilleur Yvon Charbonneau. Il a aussi été impliqué dans la couverture de championnats du monde de patinage de vitesse en Norvège et en Hollande et s'est aussi distingué dans la rédaction de textes mettant en évidence la culture sous ses différents aspects (arts d'environnement, arts de la scène, littérature et patrimoine). 
À la suite des Jeux olympiques de 1976, il a été nommé « journaliste de l'année par la Fédération des sports du Canada » et fut récipiendaire la même année d'un trophée du Mérite sportif québécois pour le meilleur article d'intérêt humain portant sur Simon Saint-Pierre, l'un des dirigeants des Jeux décédé tragiquement en faisant de l'équitation.
Diplômé de l'Université McGill en gestion des relations publiques et dossiers communications, il a été le premier directeur des relations publiques, de l'information et de la promotion des Jeux du Canada Saguenay-Lac Saint-Jean. Il a aussi travaillé en relations publiques avec le Groupe Houston, Maxxum et chez Bombardier.

## Honneurs
- 1977 - Journaliste de l'année par la Fédération des sports du Canada
- 1977 - Mérite sportif québécois pour le meilleur article d'intérêt humain
- 1995 - Finaliste aux Grands Prix Desjardins de la culture de Lanaudière
- 1996 - Finaliste aux Grands Prix Desjardins de la culture de Lanaudière